# Schronisko w Czerwonej Górze Drugie
Schronisko w Czerwonej Górze Drugie, Schronisko Wiosenne – jaskinia typu schronisko w Diablich Skałach na Czerwonej Górze na Pogórzu Wielickim. Administracyjnie znajduje się w miejscowości Zakliczyn w województwie małopolskim, powiecie myślenickim, w gminie Siepraw. Od drogi nr 967 do skał prowadzi szlak turystyki pieszej i rowerowej zaczynający się za mostem, około 1 km na południowy zachód od skrzyżowania tej drogi z drogą do Wieliczki. Diable Skały znajdują się na zboczu po prawej stronie szlaku i są z niego widoczne. Prowadzi do nich schodkami ścieżka z poręczą.

## Opis jaskini
Diable Skały tworzą skalny mur. Są w nim dwie jaskinie. Patrząc od dołu po lewej stronie jest otwór Schroniska w Czerwonej Górze Drugiego, kilka metrów dalej po prawej Jaskini w Czerwonej Górze Pierwszej. Za otworem schroniska jest wznoszący się korytarz o długości 3 m i wysokości do 1,5 m. Powstało ono na ciosowym pęknięciu skał wskutek ich grawitacyjnego osiadania i osuwania się skał. Jest w pełni widne, w pobliżu otworu porośnięte mchami. W korytarzyku obserwowano nieliczne motyle i pająki oraz odchody nietoperzy.
Schronisko znane jest od dawna, ale po raz pierwszy opisał go dopiero w 2001 r. R. Suski pod nazwą Schronisko Wiosenne. W 2003 r. zmienił jego nazwę na Schronisko w Czerwonej Górze II.

## Przypisy

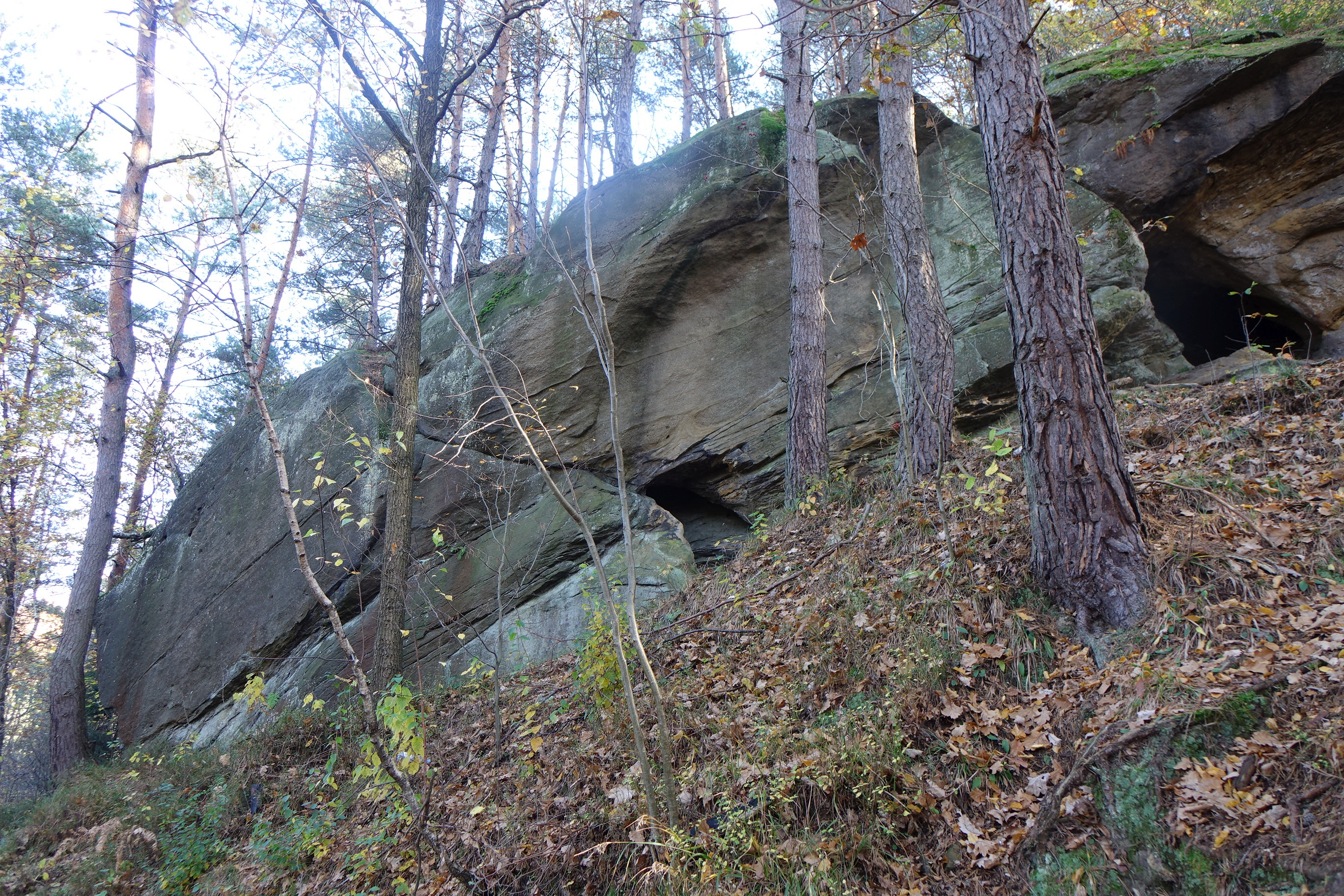
Po lewej otwór schroniska, po prawej jaskini
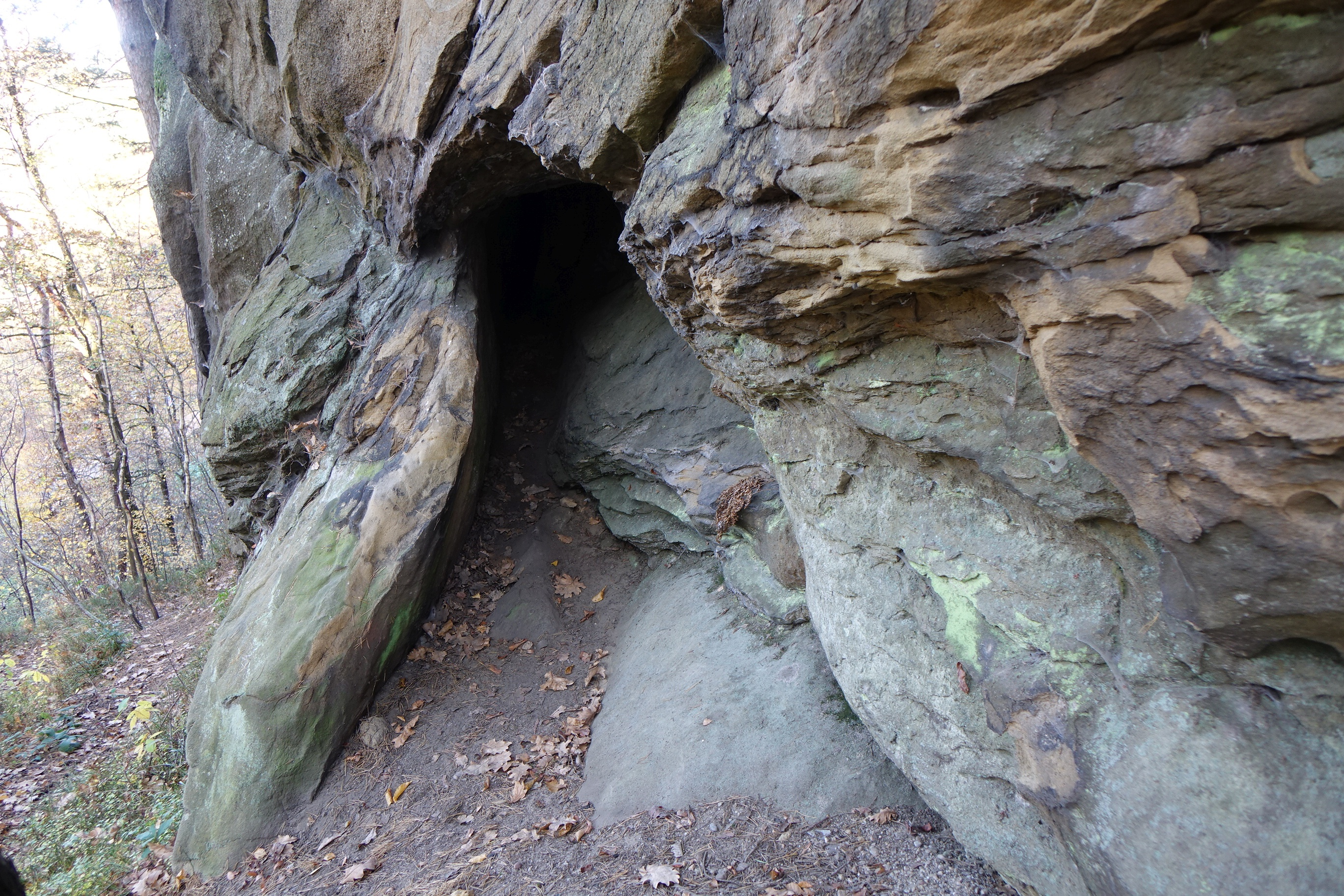
Otwór schroniska